# Vsevolod Petrov
Vsevolod Petrov (1912-1978 ; en russe : Всеволод Николаевич Петров) est un écrivain russe, puis soviétique, historien d'art, connaisseur de l'art russe. Il est né le 13 avril 1912 à Saint-Pétersbourg en Russie et mort le 20 mars 1978 à Léningrad en URSS.

## Biographie
Vsevolod Nikolaïevitch Petrov appartient à l'ancienne famille noble des Petrov (ru). Il est issu d'une famille Petrov de Iaroslavl et de Novgorod qui a donné à la Russie des ingénieurs réputés, des scientifiques, des hommes d'État. Il est le petit-fils de l'ingénieur général Nikolaï Petrov (ru) (1836-1920), membre du Conseil de l'Empire depuis 1900 (représenté sur le célèbre tableau d'Ilia Répine Session protocolaire du Conseil d’État (7 mai 1901). Son père Nikolaï Petrov (ru)(1876-1964), était médecin oncologue, académicien à Saint-Pétersbourg où l'Institut d'oncologie porte son nom.
Vsevolod Petrov est né le 13 avril 1912. Il a terminé ses études moyennes à Léningrad où il eut comme condisciple Pavel Zaltsman (ru) (1912-1985), puis il poursuivit ses études à l'université d'État de Saint-Pétersbourg de 1929 à 1934.
À partir de 1931, il collabore au sein du département des manuscrits du Musée russe. En 1934, il devient collaborateur de la section de dessin du même Musée russe, puis de la section d'art soviétique, de la section de gravure, de celle de dessin et finalement devient chercheur principal du département de sculpture en 1939.
Petrov est ami et élève de l'historien d'art Nikolaï Pounine. Il a découvert dans les archives d'Alexandre Benois un croquis au crayon d'Innokenti Annenski qu'il présente à Anna Akhmatova, grande admiratrice d'Annenski.
Il fait partie du cercle de Mikhaïl Kouzmine. C'est sous l'influence de Kouzmine que Petrov commence à écrire en prose et qu'il continua à écrire jusque dans les années 1940. Son ouvrage le plus connu est Manon Lescaut de Tourdeille, écrit en 1946 mais publié seulement 60 ans plus tard et qui est publié par Gallimard en 2019 sous le titre en français La Jeune Véra. Une Manon Lescaut russe.
Parmi ses amis on trouve Vladimir Vasilyevich Lebedev, Nikolaï Tyrsa, Tatiana Glebova, Valentin Koudrovym et encore des écrivains du mouvement Oberiou. Son ami le poète Daniil Harms, a consacré à Pétrov le récit Épisode historique.
Pendant la Seconde Guerre mondiale, à partir de 1941, il est en service à Leningrad dans l'administration militaire. En janvier 1943, il est affecté à l'hôpital militaire mobile et travaille sur un train sanitaire (en dehors du front). En 1944 il retourne à Leningrad.
Petrov commence à travailler au Musée russe en 1945 comme chercheur principal du département de la peinture. À la fin des années 1940, lors de la campagne contre le cosmopolitisme et le formalisme, la réputation de Petrov est ternie par des attaques contre lui. Le 7 mars 1949, après que son cas ait été examiné par l'assemblée générale du personnel, Petrov est exclu du musée. Un mois et demi plus tard, le 28 avril 1949 il écrit au comité local du musée russe pour demander sa réintégration dans son service mais cette demande n'est pas prise en considération et il n'est pas réintégré 
Il est l'auteur de nombreux articles, travaux de recherche sur l'histoire de la sculpture de l'époque du classicisme russe, sur
l'association de Mir iskousstva. Il écrit plusieurs monographies sur l'œuvre de Vladimir Lebedev et sur celles de nombreux artistes au nombre desquels on compte Victor Borissov-Moussatov, Natan Altman, V. Konachevitche, А. Pakhomov, I Vaznetsov, Т. Chichmariova.
Dans les années 1950, Petrov a publié plusieurs biographies populaires et a publié des ouvrages en collaboration avec l'écrivain Gennady Gorom.
Après la guerre, Petrov a vécu à Leningrad à la rue Maïakovski, maison 11, appartement 58. Après la guerre les appartements ont été transformés et l'appartement de Petrov comprenait des chambres de l'ancien appartement de Daniil Harms.
Petrov épouse en 1949 Marina Nikolaevna Rzewuska 10 novembre 1915 — 30 septembre 1982, cousine et amie proche de la deuxième épouse de Daniil Harms, Marina Vladimirovna Malitch. Leur fille, Marina Vsevolodovna Petrova nait en 26 novembre 1959 et meurt en juin 2012.
Petrov a encore écrit des mémoires qui ne sont connues que de ses amis proches et qui n'ont été imprimées qu'après sa mort. Ses ouvrages en prose n'ont pas été publiés de son vivant. Du fait de l'existence de la censure il n'a publié de son vivant que des ouvrages et des articles sur l'histoire de l'art russe.
Durant les dernières années de sa vie il a fréquenté des poètes de la culture underground de Leningrad comme le poète Alexandre Mironov.
Vsevolod Petrov meurt le 20 mars 1978. Il est inhumé comme son père au cimetière de Komarovo près de Saint-Pétersbourg.

## Portraits
La peintre Tatiana Nikolaevna Glebova a réalisé des portraits de Petrov , de même les peintres Tatiana Vladimirovna Chichmariova (1905-1994) et Mariam Aslamazian.

## Publications
- (ru) Vsevolod Petrov et al., Musée russe : la peinture des XVIIIe — XIXe siècles [« Русский музей. Живопись XVIII—XIX вв »], Léningrad,‎ 1948.
- (ru) Vsevolod Petrov, Viktor Vasnetsov : 1848—1926 [« В. М. Васнецов (1848—1926) »], Leningrad, GPB,‎ 1948.
- (ru) Vsevolod Petrov, Karl Brioullov [« Карл Брюллов »], Moscou, Musée d'État des arts figuratifs,‎ 1949.
- (ru) Vsevolod Petrov et Gennady Gorom, Vassili Sourikov : 1848—1916 [« Василий Иванович Суриков. 1848—1916 »], Moscou, Jeune garde,‎ 1955.
- (ru) Vsevolod Petrov, Karl Petrovitch Brioullov [« Карл Петрович Брюллов »],‎ 1958-1960.
- (ru) Vsevolod Petrov, Le Dernier Jour de Pompéi (Karl Brioullov) [« Последний день Помпеи: Картина К. П. Брюллова »], Leningrad,‎ 1960.
- (ru) Vsevolod Petrov, De l'histoire du livre illustré pour enfant durant les années 1920 [« Из истории детской иллюстрированной книги 1920-х годов »], Moscou,‎ 1962.
- (ru) Vsevolod Petrov, Les Dompteurs de chevaux : groupe de sculptures de Peter Clodt von Jürgensburg [« Укротители коней: Скульптурные группы П. К. Клодта »], Leningrad,‎ 1962.
- (ru) Vsevolod Petrov, Kouzma Petrov-Vodkine : Aquarelles, dessins, croquis [« Кузьма Сергеевич Петров-Водкин: Акварели, рисунки, наброски »], Leningrad, Aurora,‎ 1971.
- (ru) Vsevolod Petrov, La Statue équestre de Pierre Ier le Grand et les œuvres de Carlo Bartolomeo Rastrelli [« Конная статуя Петра Первого работы Карло Растрелли »], Leningrad,‎ 1972.
- (ru) Vsevolod Petrov, Vladimir Vassilevitch Lebedev : 1891—1967 [« Владимир Васильевич Лебедев. 1891—1967 »], Leningrad, coll. « Peintre de RSFSR »,‎ 1972.
- (ru) Vsevolod Petrov, Peter Clodt von Jürgensburg [« Пётр Карлович Клодт »], Leningrad, coll. « Peintre de RSFSR »,‎ 1973.
- (ru) Vsevolod Petrov, Mir iskousstva [« Мир искусства »], Leningrad, Izobrazitelnoïe iskousstvo,‎ 1975.
- (ru) Vsevolod Petrov, Le Conte russe dans l'œuvre de Youri Vaznetsov [« Русская сказка в творчестве Ю. А. Васнецова »], Leningrad,‎ 1985.

### Souvenirs et prose
- (ru) Vsevolod Petrov, Récits philosophiques : 1939-1946 [« Философские рассказы (1939–1946 гг.) »], Saint-Pétersbourg, Дмитрий Буланин, coll. « Ежегодник рукописного отдела Пушкинского Дома на 2015 год »,‎ 2016 (lire en ligne).
- Vsevolod Petrov (trad. Véronique Patte), La Jeune Véra. Une Manon Lescaut russe [« Турдейская Манон Леско. История одной любви »], Paris, Gallimard, coll. « Du monde entier »,‎ 2019, 158 p. (ISBN 978-2-07-276373-1).
- (ru) Vsevolod Petrov, Nuit d'hiver, la troïka [« Зимняя ночь. Тройка пик: рассказы »], vol. 1, Saint-Pétersbourg, Zvezda,‎ 2018 (lire en ligne).